# Baccharis
- Commons
- Wikispecies

Baccharis é um gênero geralmente arbustivo da família Asteraceae.

## Espécies
Há 430 espécies reconhecidas atualmente:
- Baccharis acaulis (Wedd. ex R.E.Fr.) Cabrera
- Baccharis acutata (Alain) Borhidi
- Baccharis alamosana S.F.Blake
- Baccharis alaternoides Kunth
- Baccharis albida Hook. & Arn.
- Baccharis alboffii F.H.Hellw.
- Baccharis albolanosa A.S.Oliveira & Deble
- Baccharis aliens Rusby
- Baccharis alleluia A.S.Oliveira & Deble
- Baccharis alnifolia Meyen & Walp. ex Meyen & Walp.
- Baccharis alpestris Gardner
- Baccharis alpina Kunth
- Baccharis altimontana G.Heiden & al.
- Baccharis amambayensis Zardini & Soria
- Baccharis angusticeps Dusén ex Malme
- Baccharis angustifolia Michx.
- Baccharis angustior (DC.) Britton
- Baccharis anomala DC.
- Baccharis antioquensis Killip & Cuatrec.
- Baccharis antucensis F.H.Hellw.
- Baccharis aphylla (Vell.) DC.
- Baccharis apicifoliosa A.A.Schneid. & Boldrini
- Baccharis arassatubaensis Malag.
- Baccharis arbutifolia (Lam.) Vahl
- Baccharis arcuata F.H.Hellw.
- Baccharis arenaria Baker
- Baccharis aretioides Turcz.
- Baccharis arizonica Eastw.
- Baccharis artemisioides Hook. & Arn.
- Baccharis articulata (Lam.) Pers.
- Baccharis asperula S.Schauer
- Baccharis auriculigera Hieron.
- Baccharis australis F.H.Hellw.
- Baccharis axillaris DC.
- Baccharis ayacuchensis Cuatrec.
- Baccharis bairdii Hook. & Arn.
- Baccharis barragensis Cuatrec.
- Baccharis beckii Joch.Müll.
- Baccharis bifrons Baker
- Baccharis bigelovii A.Gray
- Baccharis bogotensis Kunth
- Baccharis boliviensis (Wedd.) Cabrera
- Baccharis boyacensis Cuatrec.
- Baccharis brachylaenoides DC.
- Baccharis brachyphylla A.Gray
- Baccharis brachystachys (Baker) Malag. & J.E.Vidal
- Baccharis bracteolata DC.
- Baccharis brevifolia DC.
- Baccharis breviseta DC.
- Baccharis buchtienii H.Rob.
- Baccharis buddlejoides Kunth
- Baccharis burchellii Baker
- Baccharis buxifolia (Lam.) Pers.
- Baccharis cabrerae Ariza
- Baccharis caerulescens DC.
- Baccharis caespitosa (Ruiz & Pav.) Pers.
- Baccharis caldasiana Cuatrec.
- Baccharis calvescens DC.
- Baccharis campos-portoana Malag.
- Baccharis cana Joch.Müll.
- Baccharis canescens Spreng.
- Baccharis capitalensis Heering
- Baccharis caprariifolia DC.
- Baccharis caramavidensis F.H.Hellw.
- Baccharis cataphracta Spreng.
- Baccharis chachapoyasensis Cuatrec.
- Baccharis chilcaura Hieron.
- Baccharis chilco Kunth
- Baccharis chillanensis F.H.Hellw.
- Baccharis ciliata Gardner
- Baccharis cochensis Hieron.
- Baccharis cognata DC.
- Baccharis concava (Ruiz & Pav.) Pers.
- Baccharis concavoides F.H.Hellw.
- Baccharis concinna G.M.Barroso
- Baccharis conferta Kunth
- Baccharis confertifolia Bertero
- Baccharis confertoides G.L.Nesom
- Baccharis conyzoides (Less.) DC.
- Baccharis cordata Malag.
- Baccharis coridifolia DC.
- Baccharis coronata Giuliano
- Baccharis corymbosa (Ruiz & Pav.) Pers.
- Baccharis cotinifolia (Willd.) Urb.
- Baccharis crassicuneata G.L.Nesom
- Baccharis crassipappa Deble & A.S.Oliveira
- Baccharis crenatolycioides F.H.Hellw.
- Baccharis crispa Spreng.
- Baccharis cultrata Baker
- Baccharis cundinamarcensis Cuatrec.
- Baccharis curitybensis Heering ex Malme
- Baccharis cutervensis Hieron.
- Baccharis cyanosa Phil.
- Baccharis cymosa Phil.
- Baccharis darwinii Hook. & Arn.
- Baccharis davidsonii Cuatrec.
- Baccharis deblei A.S.Oliveira & Marchiori
- Baccharis decurrens (Vell.) Stellfeld
- Baccharis decussata (Klatt) Hieron.
- Baccharis deltoidea Baker
- Baccharis demissa F.H.Hellw.
- Baccharis densa (N.E.Br.) V.M.Badillo
- Baccharis densiflora Wedd.
- Baccharis dentata (Vell.) G.M.Barroso
- Baccharis dependens Pers.
- Baccharis dichotoma Heiden & L.D.Meireles
- Baccharis dioica Vahl
- Baccharis divaricata Hauman
- Baccharis douglasii DC.
- Baccharis dracunculifolia DC.
- Baccharis dubia Deble & A.S.Oliveira
- Baccharis dunensis A.A.Schneid. & G.Heiden
- Baccharis effusa Griseb.
- Baccharis elaeagnoides Steud. ex Baker
- Baccharis elaeoides J.Rémy
- Baccharis elliptica Gardner
- Baccharis emarginata (Ruiz & Pav.) Pers.
- Baccharis erectifolia Steyerm.
- Baccharis erigeroides DC.
- Baccharis erioclada DC.
- Baccharis erosoricola Rzed.
- Baccharis espadae Cuatrec.
- Baccharis exspectata F.H.Hellw.
- Baccharis exyngioides Larrañaga
- Baccharis famatinensis Ariza
- Baccharis flabellata Hook. & Arn.
- Baccharis flexuosa Baker
- Baccharis flexuosiramosa A.A.Schneid. & Boldrini
- Baccharis floribundoides Cuatrec.
- Baccharis fraterna Cuatrec.
- Baccharis fraudulenta Malag.
- Baccharis frenguellii Cabrera
- Baccharis friburgensis G.Heiden & al.
- Baccharis frigida Kunth
- Baccharis fusca Turcz.
- Baccharis gaudichaudiana DC.
- Baccharis genistelloides (Lam.) Pers.
- Baccharis genistifolia DC.
- Baccharis gibertii Baker
- Baccharis gilliesii A.Gray
- Baccharis glabra Spreng.
- Baccharis glauca Meyen & Walp.
- Baccharis glaucescens (Chodat & Hassl.) Soria & Zardini
- Baccharis glaziovii Baker
- Baccharis glomerata Joch.Müll.
- Baccharis glomeruliflora Pers.
- Baccharis gnaphalioides Spreng.
- Baccharis gnidiifolia Kunth
- Baccharis gracilis DC.
- Baccharis granadina Cuatrec.
- Baccharis grandiflora Kunth
- Baccharis grandimucronata Malag.
- Baccharis grisebachii Hieron.
- Baccharis haitiensis Heering
- Baccharis halimifolia L.
- Baccharis hambatensis Kunth
- Baccharis havardii A.Gray
- Baccharis helichrysoides DC.
- Baccharis heterophylla Kunth
- Baccharis hieronymi Heering
- Baccharis hirta DC.
- Baccharis huairacajensis Hieron.
- Baccharis humilis Sch.Bip. ex Baker
- Baccharis hutchisonii Cuatrec.
- Baccharis hyemalis Deble
- Baccharis hypericifolia Baker
- Baccharis illinita DC.
- Baccharis illinitoides Malag.
- Baccharis inamoena Gardner
- Baccharis incisa Hook. & Arn.
- Baccharis inexpectata Deble & A.S.Oliveira
- Baccharis intermedia DC.
- Baccharis intermixta Gardner
- Baccharis isabelae Soria & Zardini
- Baccharis itatiaiae Wawra
- Baccharis jocheniana G.Heiden & Macias
- Baccharis johnwurdackiana H.Rob.
- Baccharis juncea (Lehm.) Desf.
- Baccharis junciformis DC.
- Baccharis kingii Cuatrec.
- Baccharis klattii Benoist
- Baccharis kraussei Heering ex Reiche
- Baccharis kurtziana Ariza
- Baccharis lancifolia Less.
- Baccharis lateralis Baker
- Baccharis latifolia (Ruiz & Pav.) Pers.
- Baccharis ledifolia Kunth
- Baccharis lehmannii Klatt
- Baccharis leptocephala DC.
- Baccharis leptophylla DC.
- Baccharis leucocephala Dusén
- Baccharis leucopappa DC.
- Baccharis lewisii (H.Rob.) Joch.Müll.
- Baccharis libertadensis (S.B.Jones) H.Rob.
- Baccharis lilloi Heering
- Baccharis linearis (Ruiz & Pav.) Pers.
- Baccharis longii Govaerts
- Baccharis longoattenuata A.S.Oliveira
- Baccharis lorentzii (Joch. Müll.) Deble
- Baccharis lundii DC.
- Baccharis lychnophora Gardner
- Baccharis lycioides J.Rémy
- Baccharis macraei Hook. & Arn.
- Baccharis macrantha Kunth
- Baccharis macrocephala Sch.Bip. ex Greenm.
- Baccharis macrophylla Dusén
- Baccharis malibuensis R.M.Beauch. & Henrickson
- Baccharis malmei Joch.Müll.
- Baccharis mandonii Sch.Bip. ex Klatt
- Baccharis marcetiaefolia Benth.
- Baccharis martiana Colla
- Baccharis maxima Baker
- Baccharis megapotamica Spreng.
- Baccharis melanopotamica Speg.
- Baccharis mesoneura DC.
- Baccharis mexicana Cuatrec.
- Baccharis meyeniana Walp.
- Baccharis microcephala (Less.) DC.
- Baccharis microdonta DC.
- Baccharis milleflora (Less.) DC.
- Baccharis minutiflora Mart. ex Baker
- Baccharis mocoafluminis Cuatrec.
- Baccharis mollis Kunth
- Baccharis monoica G.L.Nesom
- Baccharis montana DC.
- Baccharis moritziana Hieron.
- Baccharis muelleri Baker
- Baccharis multiflora Kunth
- Baccharis multifolia "A.S. Oliveira, Deble & Marchiori"
- Baccharis mutisiana Cuatrec.
- Baccharis mylodontis F.H.Hellw.
- Baccharis myricifolia DC.
- Baccharis myriocephala DC.
- Baccharis myrsinites (Lam.) Pers.
- Baccharis neaei DC.
- Baccharis neglecta Britton
- Baccharis nervosa DC.
- Baccharis niederleinii Heering
- Baccharis nipensis Urb.
- Baccharis nitida (Ruiz & Pav.) Pers.
- Baccharis nivalis (Wedd.) Sch.Bip. ex Phil.
- Baccharis notosergila Griseb.
- Baccharis nummularia Heering ex Malme
- Baccharis oblongifolia (Ruiz & Pav.) Pers.
- Baccharis obovata Hook. & Arn.
- Baccharis occidentalis S.F.Blake
- Baccharis ochracea Spreng.
- Baccharis oleifolia Mart. ex Colla
- Baccharis opuntioides Mart. ex Baker
- Baccharis orbiculata Deble & A.S.Oliveira
- Baccharis orbignyana Klatt
- Baccharis oreophila Malme
- Baccharis organensis Baker
- Baccharis orientalis Alain
- Baccharis oxyodonta DC.
- Baccharis pachycephala Hieron.
- Baccharis padifolia Hieron.
- Baccharis pallida Heering ex Reiche
- Baccharis palmeri Greenm.
- Baccharis palustris Heering
- Baccharis pampeana "A.S. Oliveira, Deble & Marchiori"
- Baccharis paniculata DC.
- Baccharis papillosa Rusby
- Baccharis paramicola Cuatrec.
- Baccharis paranensis Heering & Dusén
- Baccharis parvidentata Malag.
- Baccharis pascensis Hieron.
- Baccharis patagonica Hook. & Arn.
- Baccharis patens Baker
- Baccharis pauciflosculosa DC.
- Baccharis pedersenii Cabrera
- Baccharis pedunculata (Mill.) Cabrera
- Baccharis pellucida Hieron.
- Baccharis pendonta Malme
- Baccharis penningtonii Heering
- Baccharis pentaptera (Less.) DC.
- Baccharis pentlandii DC.
- Baccharis pentodonta Malme
- Baccharis perulata Kuntze
- Baccharis petraea Heering
- Baccharis petrophila R.E.Fr.
- Baccharis philipensis Kunth
- Baccharis phlogopappa DC.
- Baccharis phylicifolia DC.
- Baccharis phylicoides Kunth
- Baccharis phyteuma Heering
- Baccharis phyteumoides (Less.) DC.
- Baccharis pilcensis F.H.Hellw.
- Baccharis pilularis DC.
- Baccharis pingraea DC.
- Baccharis platypoda DC.
- Baccharis plummerae A.Gray
- Baccharis pohlii (Baker) Deble & A.S.Oliveira
- Baccharis polifolia Griseb.
- Baccharis polygama Ariza
- Baccharis polyphylla Gardner
- Baccharis potosiensis H.Rob.
- Baccharis prunifolia Kunth
- Baccharis psammophila Malme
- Baccharis pseudolycioides F.H.Hellw.
- Baccharis pseudomyriocephala Malag.
- Baccharis pseudoneaei F.H.Hellw.
- Baccharis pseudopalenae F.H.Hellw.
- Baccharis pseudopilcensis F.H.Hellw.
- Baccharis pseudotenuifolia Malag.
- Baccharis pseudovaccinioides Malag.
- Baccharis pseudovillosa L.Teodoro & Vidal
- Baccharis ptarmicifolia DC.
- Baccharis pteronioides DC.
- Baccharis pulchella Sch.Bip. ex Griseb.
- Baccharis pululahuensis Hieron.
- Baccharis pumila Joch.Müll.
- Baccharis punctulata DC.
- Baccharis pycnantha Phil.
- Baccharis quitensis Kunth
- Baccharis racemosa (Ruiz & Pav.) DC.
- Baccharis ramboi G.Heiden & Macias
- Baccharis ramiflora A.Gray
- Baccharis raulii S.Díaz & Cuatrec.
- Baccharis regnellii Sch.Bip.
- Baccharis retamoides Phil.
- Baccharis reticularia DC.
- Baccharis reticulata (Ruiz & Pav.) Pers.
- Baccharis retusa DC.
- Baccharis revoluta Kunth
- Baccharis rhexioides Kunth
- Baccharis rhomboidalis J.Rémy
- Baccharis riograndensis Malag. & J.E.Vidal
- Baccharis rivularis Gardner
- Baccharis rodriguezii Ariza
- Baccharis rosmarinus (Vell.) Peckolt ex Soares da Cunha
- Baccharis rotundifolia Phil.
- Baccharis rufidula (Spreng.) Joch.Müll.
- Baccharis rupestris Heering
- Baccharis rupicola Kunth
- Baccharis sagittalis (Less.) DC.
- Baccharis salicina Torr. & A.Gray
- Baccharis saliens Rusby
- Baccharis salzmannii DC.
- Baccharis samensis Joch.Müll.
- Baccharis santiagensis Heering ex Reiche
- Baccharis sarothroides A.Gray
- Baccharis saxatilis Joch.Müll.
- Baccharis scabra (Ruiz & Pav.) Pers.
- Baccharis scabridula Brandegee
- Baccharis scabrifolia G.Heiden
- Baccharis scandens (Ruiz & Pav.) Pers.
- Baccharis schomburgkii Baker
- Baccharis schultzii Baker
- Baccharis scoparia (L.) Sw.
- Baccharis scoparioides Griseb.
- Baccharis sculpta Griseb.
- Baccharis selloi Baker
- Baccharis septentrionalis F.H.Hellw.
- Baccharis sergiloides A.Gray
- Baccharis serraefolia DC.
- Baccharis serranoi H.Rob.
- Baccharis serrula Sch.Bip. ex Baker
- Baccharis sessiliflora Vahl
- Baccharis sessilifolia (Less.) DC.
- Baccharis shaferi Britton
- Baccharis singularis (Vell.) G.M.Barroso
- Baccharis sinuata Kunth
- Baccharis sordescens DC.
- Baccharis spartea Benth.
- Baccharis spartioides (Hook. & Arn. ex DC.) J.Rémy in Gay
- Baccharis spegazzinii F.H.Hellw.
- Baccharis sphaerocephala Hook. & Arn.
- Baccharis sphenophylla  Dusén ex Malme
- Baccharis spicata (Lam.) Baill.
- Baccharis steetzii Andersson
- Baccharis stenocephala Baker
- Baccharis stenophylla Ariza
- Baccharis stuebelii Hieron.
- Baccharis stylosa Gardner
- Baccharis subaequalis F.H.Hellw.
- Baccharis subalata Wedd.
- Baccharis subbimera Hieron.
- Baccharis subdentata DC.
- Baccharis suberectifolia A.S.Oliveira & Deble
- Baccharis subopposita DC.
- Baccharis subtropicalis G.Heiden
- Baccharis sulcata DC.
- Baccharis taltalensis I.M.Johnst.
- Baccharis tandilensis Speg.
- Baccharis tarapacana F.H.Hellw.
- Baccharis tarchonanthoides Baker
- Baccharis tarmensis Cuatrec.
- Baccharis teindalensis Kunth
- Baccharis tenella Hook. & Arn.
- Baccharis tenuicapitulata Joch.Müll.
- Baccharis tenuifolia L.
- Baccharis texana (Torr. & A.Gray) A.Gray
- Baccharis thesioides Kunth
- Baccharis thymifolia Hook. & Arn.
- Baccharis torricoi Joch.Müll.
- Baccharis toxicaria Rojas
- Baccharis triangularis Hauman
- Baccharis tricuneata (L.f.) Pers.
- Baccharis tridentata Vahl
- Baccharis trilobata A.S.Oliveira & Marchiori
- Baccharis trimera (Less.) DC.
- Baccharis trimeroides Malme
- Baccharis trineura Soria & Zardini
- Baccharis truncata Gardner
- Baccharis tucumanensis Hook. & Arn.
- Baccharis uleana Malag.
- Baccharis ulicina Hook. & Arn.
- Baccharis uncinella DC.
- Baccharis uniflora (Ruiz & Pav.) Pers.
- Baccharis urvilleana Brongn.
- Baccharis usterii Heering
- Baccharis vacciniifolia Cuatrec.
- Baccharis vaccinioides Kunth
- Baccharis vanessae R.M.Beauch.
- Baccharis venosa (Ruiz & Pav.) Pers.
- Baccharis venulosoides Malag.
- Baccharis vernalis F.H.Hellw.
- Baccharis vernicosa Hook. & Arn.
- Baccharis vincifolia Baker
- Baccharis vismioides DC.
- Baccharis volubilis Kunth
- Baccharis vulneraria Baker
- Baccharis wendlandii Steud.
- Baccharis woodii Joch.Müll.
- Baccharis wrightii A.Gray
- Baccharis xiphophylla Baker
- Baccharis zamoranensis Rzed.
- Baccharis zoellneri F.H.Hellw.
- Baccharis zongoensis Joch.Müll.
- Baccharis zumbadorensis V.M.Badillo

## Classificação do gênero
| Sistema | Classificação                                | Referência               |
| ------- | -------------------------------------------- | ------------------------ |
| Linné   | Classe Syngenesia, ordem Polygamia superflua | Species plantarum (1753) |